# Jamala
Jamala (født 27. august 1983) er en ukrainsk sangerinde som repræsenterede Ukraine og vandt Eurovision Song Contest 2016 med sangen "1944".